# Yamaha XG

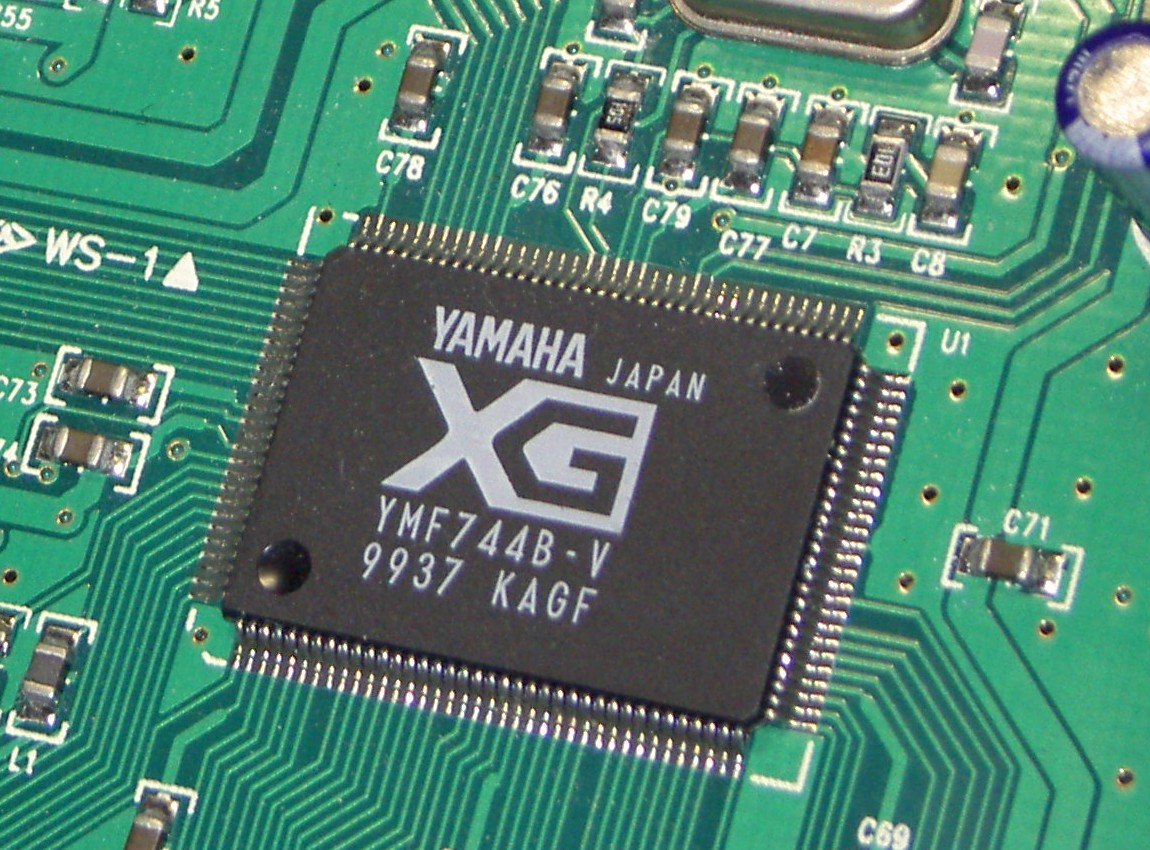
Een Yamaha YMF744B-V XG-chip.

Extended General MIDI (XG) is een uitbreiding op het General MIDI-protocol dat is ontwikkeld door Yamaha in 1994. Het vereist dat alle XG-compatibele apparatuur aan bepaalde eigenschappen moet voldoen voor meer klanken en besturing van geluidseffecten.
Extended General MIDI wordt uitsluitend in apparatuur van Yamaha toegepast, en lijkt qua toepassing op de GS-uitbreiding van Roland.

## Geschiedenis
In 1994 kwam Yamaha met het eerste XG-gebaseerde instrument, de MU80 klankgenerator. In 1995 kwamen er geluidskaarten op de markt voor de pc die moesten concurreren met de Wave Blaster van Creative.
Naast hardwareproducten kwam Yamaha eind jaren 90 ook met een XG softwaresynthesizer, de S-YXG50. Deze soft-synth gebruikt een 4 MB wavetable klankenset, en was geschikt voor gebruikers die een goedkoper alternatief zochten.
Vanwege de nauwe samenwerking bracht Korg een drietal instrumenten uit met XG-compatibiliteit. Dit zijn de NS5R, NX5R, en de N-serie keyboards. Korg was hiermee de enige fabrikant buiten Yamaha die XG-gecertificeerde instrumenten produceerde.

## Mogelijkheden
In vergelijking tot het General MIDI-protocol breidt XG het aantal klanken uit van 128 naar ruim 600, en voegt een reeks controllers en parameters toe die componisten kunnen gebruiken. XG ondersteunt een polyfonie van 32 noten die verdeeld kunnen worden over 16 MIDI-kanalen. Hoewel XG wordt gezien als een standaard, liet Yamaha ook ruimte voor uitbreidingsmogelijkheden.

## Ondersteunde hardware
Een selectie van instrumenten die XG ondersteunen zijn de MU-serie geluidsmodules, CS1x, CS2x, QS300, QY-serie sequencers, DB- en SW-serie geluidskaarten, Clavinova-serie, S03 en S08, SE-lijn orgels, en de Tyros.